# Bibliothèque Andrée-Chedid
La bibliothèque Andrée-Chedid (anciennement Beaugrenelle) est une bibliothèque municipale de la ville de Paris crée en 1974 dans la zone du Front de Seine.

## Situation et accès
La bibliothèque se situe au 36 de la rue Émeriau entre la rue du Théâtre et la place de Brazzaville, dans le 15e arrondissement. Elle est desservie par les stations Charles Michels (ligne 10) ainsi que Dupleix et Bir-Hakeim (ligne 6).

## Architecture patrimoniale

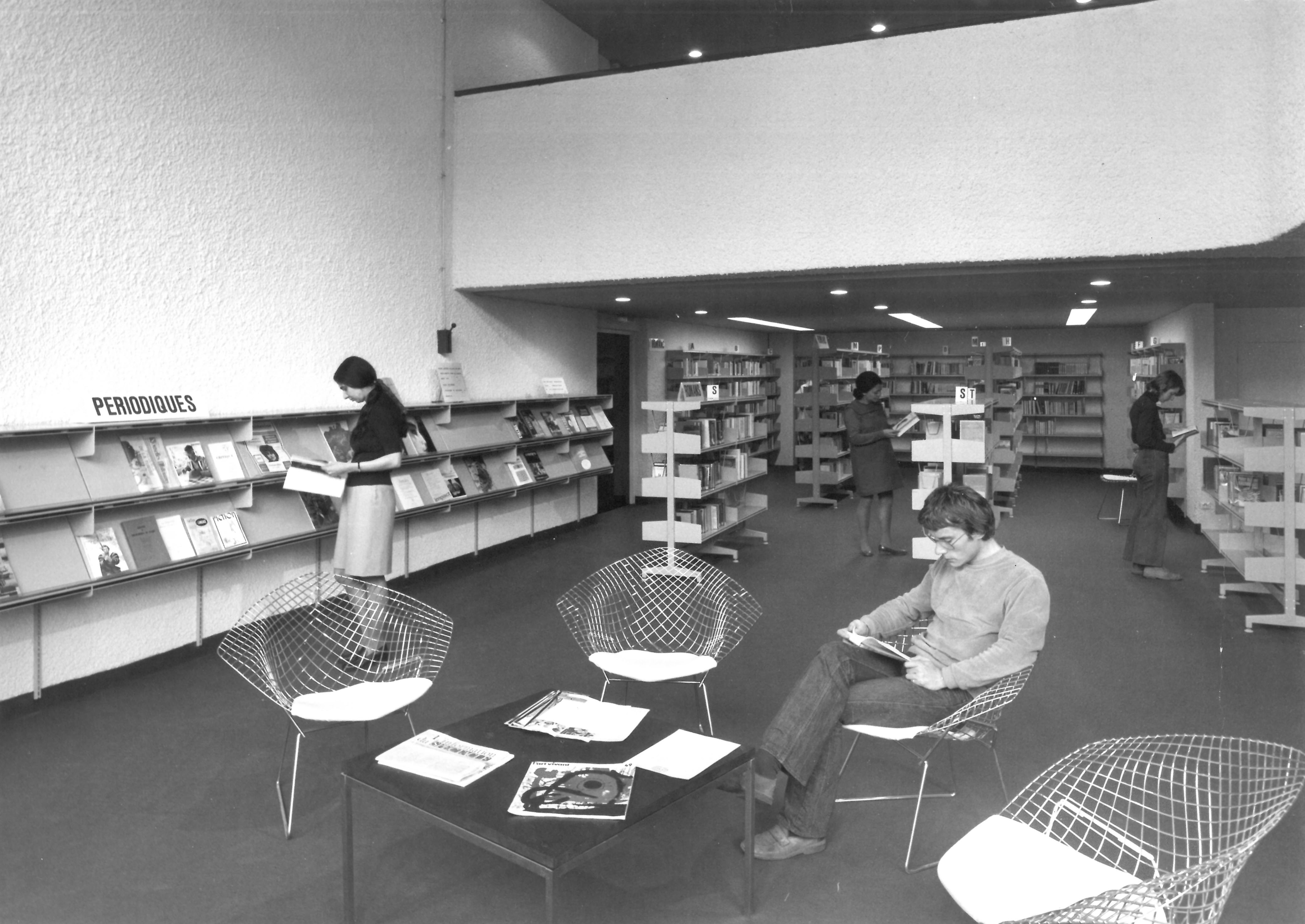
Bibliothèque Andrée-Chedid en 1974.

La bibliothèque est un exemple d’architecture brutaliste, élaborée selon les principes révolutionnaires de Le Corbusier (Charte d’Athènes, 1933). Elle se situe dans l’immeuble « Le Village », bâtiment érigé, en 1974, par les architectes Jean-Claude Jallat et Michel Proux au centre du quartier Front de Seine. 

## Mission et activités
Structure généraliste, la bibliothèque Andrée-Chedid constitue un pôle musical avec son espace Musique Cinéma. Elle possède également deux autres sections: adulte et jeunesse.

## Lieu de tournage
Certaines scènes du film Les Passagers de la nuit ont été tournées à la bibliothèque.